# Corinne Cahen
Corinne Cahen (Lussemburgo, 16 maggio 1973) è una politica e giornalista lussemburghese, dal dicembre 2013 al giugno 2023 Ministro per la Famiglia e l'Integrazione e Ministro per la Grande Regione.  Dal 2015 al 2022 è stata anche presidente del Partito Democratico del Lussemburgo.

## Biografia
È nata il 16 maggio 1973 nella città di Lussemburgo ed è cresciuta in una famiglia ebrea nel quartiere Bonnevoie della città lussemburghese. Dopo il diploma di scuola superiore, Corinne Cahen è partita per la Francia  dove ha studiato a Strasburgo (laurea triennale in Lingue straniere applicate, sezione traduzione specializzata), a Nizza (laurea magistrale in Lingue straniere applicate, sezione economia e commercio) e a Parigi (DESS in giornalismo bilingue francese-inglese presso Parigi III - Sorbona Nuova). 
Durante gli studi ha lavorato per RTL Lussemburgo (TV e radio) dal 1992 come giornalista freelance. Dopo numerosi stage e collaborazioni (Radio France, Associated Press, Talents, livefootball.com, ecc.), è stata assunta dall'AFP. Dopo un periodo a Washington DC (incluso un periodo come corrispondente dalla Casa Bianca) e all'Aia, nei Paesi Bassi, Corinne Cahen ha deciso di tornare in Lussemburgo, dove è stata assunta come giornalista presso RTL Radio Lëtzebuerg.
Nel 2000, ha deciso di rilevare l'azienda di famiglia Chaussures Léon, fondata nel 1924. Ha continuato a lavorare come giornalista indipendente per RTL fino al 2006, anno in cui è nata la sua seconda figlia.
Nel 2007, Corinne Cahen è stata eletta presidente dell'Unione commerciale della città di Lussemburgo. Professionalizza l'Unione dei Commercianti della Capitale e lascia il consiglio di amministrazione dopo due mandati.
Nel 2013 si è candidata alle elezioni legislative anticipate nella lista del Partito Democratico (DP). Viene eletta alla Camera dei Deputati e presta giuramento il 4 dicembre 2013 come Ministro della Famiglia, dell'Integrazione e della Grande Regione nel governo Bettel-Schneider. Lascerà l'incarico nel giugno 2023.
Corinne Cahen è all'origine della riforma del congedo parentale, intesa a consentire ai giovani genitori di conciliare meglio la vita professionale e la vita familiare. Ha introdotto un congedo parentale molto più flessibile e meglio retribuito.
Nel novembre 2015 viene eletta presidente del Partito Democratico restando in carica fino al giugno 2022, quando Lex Delles subentra nell'incarico.

## Premi
- 2017 - Grand Cross of the Order of Merit (Portogallo)